# Brocchinia
Brocchinia Schult.f.  é um género botânico pertencente à família Bromeliaceae, subfamília Pitcairnioideae.
São plantas nativas da Venezuela, Brasil, Colômbia  e Guiana, e são encontradas em regiões areníticas.
Pelo menos uma espécie dentro deste género (Brocchinia reducta) é considerada uma planta carnívora.
O gênero foi nomeado em homenagem ao naturalista  italiano  Giovanni Battista Brocchi (1772-1826).

## Espécies
- Brocchinia acuminata L.B.Smith
- Brocchinia amazonica L.B.Smith
- Brocchinia cataractarum (Sandwith) B.Holst
- Brocchinia cowanii L.B.Smith
- Brocchinia delicatula L.B.Smith
- Brocchinia gilmartiniae G.S.Varadarajan
- Brocchinia hechtioides Mez
- Brocchinia hitchcockii L.B.Smith
- Brocchinia maguirei L.B.Smith
- Brocchinia melanacra L.B.Smith
- Brocchinia micrantha (Baker) Mez
- Brocchinia paniculata Schultes f.
- Brocchinia prismatica L.B.Smith
- Brocchinia reducta Baker
- Brocchinia rupestris (Gleason) B.Holst
- Brocchinia serrata L.B.Smith
- Brocchinia steyermarkii L.B.Smith
- Brocchinia tatei L.B.Smith
- Brocchinia vestita L.B.Smith
- Brocchinia wurdackiana B.Holst